# Diletta Giampiccolo
Diletta Giampiccolo (ur. 27 lipca 1974) – włoska zapaśniczka w stylu wolnym. Olimpijka z Aten 2004, gdzie zajęła dziesiąte miejsce w kategorii 55 kg. Srebrna medalistka mistrzostw świata w 2001; czwarta w 1995; piąta w 2000. Brązowe medale w mistrzostwach Europy w 1998, 1999 i 2005. Złoto na igrzyskach śródziemnomorskich w 2001 i 2005 roku.